# Gundinahole, Kudligi
Gundinahole là một làng thuộc tehsil Kudligi, huyện Bellary, bang Karnataka, Ấn Độ.